# Centroni
Centroni, o a volte anche Centrone, è un'area urbana (zona "O" 36) del Municipio Roma VII (ex Municipio Roma X) di Roma Capitale, situata in zona Z. XIX Casal Morena.
Si trova nell'area sud-est della città, esternamente al Grande Raccordo Anulare, sul lato nord della via Anagnina nella parte sud di Casal Morena e confina con i comuni di Grottaferrata e Frascati, con un'altitudine media di 130 mslm che ne fa una delle zone più alte dell'intero comune di Roma.
La zona è interamente attraversata da via del Fosso di S. Andrea, che ne è anche l'asse viario principale, insieme a via di Quarto Rubbie che ne delimita il confine a nord-est, in direzione di via Tuscolana. La linea ferroviaria Roma-Cassino-Napoli ne delimita il lato sud-est mentre via dell'Acqua Acetosa Anagnina a nord-ovest.
È inoltre attraversata dalla Marana delle Pietrare (o Fosso della Patatona), un corso d'acqua che nasce dalla vicina area dei Castelli Romani, più precisamente nel comune di Rocca di Papa.

## Zona Combattenti
La zona è anche storicamente nota, informalmente, come "combattenti" o "zona combattenti" in quanto le vigne che ne costituivano fino a pochi anni fa gli appezzamenti furono lottizzate durante il primo dopoguerra e assegnate come compensazione ai reduci di guerra; ancora oggi una lapide commemorativa posta sulla via Anagnina in prossimità di vicolo Anagnino, all'entrata della borgata, ricorda i nomi dei reduci della Grande Guerra assegnatari degli appezzamenti terrieri, molti dei quali all'epoca residenti a Grottaferrata. Tale iscrizione ricorda l'evento di assegnazione ufficiale, con tanto di cerimonia alla quale fu presente lo stesso re d'Italia.

## Fonti storiche sulla denominazione e sua ambiguità
Mentre è chiaro che il nome derivi dalla omonima villa romana del I sec. a.C, meno evidente è quale sia la versione del nome storicamente più appropriato e più utilizzato: se quella al singolare o al plurale. Risultano infatti, da vari documenti storici, entrambe le forme.
Antonio Nibby nella sua importante opera Analisi della Carta dei Dintorni di Roma del 1837 riporta nell'indice dei nomi la versione di Centroni descritta come una "contrada presso Morena"; mentre Centrone come un "tenimento nell'agro romano presso Galera" quindi in tutt'altra zona. Più avanti riporta esplicitamente l'espressione di denominazione come "i Centroni".
Nel Bullettino di archeologia cristiana del 1872 si riporta, citando sempre il Nibby, che "i Centroni" è il nome attribuito dal volgo alle rovine della villa romana; parla anche di un'antica chiesa dedicata all'Apostolo Andrea, affermando come fonte una bolla del 1204, si afferma pure che il vocabolo Centrone sarebbe molto antico ed esisteva già ai tempi di Papa Innocenzo III (1198-1216) tanto che S. Andrea e Centrone si riferivano al medesimo fondo. Tale bolla concedeva al monastero di Grotta Ferrata (oggi Grottaferrata) "Centronem cum omnibus pertinentiis suis videlicet cum ecclesia S. Andreae".
Nella nomenclatura burocratico-urbanistica di Roma Capitale è attualmente in uso la denominazione al singolare. 

## Evoluzione urbanistica della zona e delle vie
Via del Fosso di S. Andrea, il cui nome proviene da un'omonima tenuta, insieme alle altre vie principali della zona devono la loro istituzione formale il 25 gennaio 1937 per delibera dell'allora governatore Piero Colonna. Il verbale coevo di istituzione di queste vie cita espressamente che tali nomi furono desunti da memorie locali e corrispondevano in gran parte ai vocaboli catastali.
Con il nome di "Centrone" entra a far parte nei primi anni ottanta con il codice O-36, nelle aree urbanistiche della periferia romana individuate appunto come Zone O; queste erano caratterizzate da zone e borgate che avevano subito, nel decennio precedente, uno sviluppo urbanistico incontrollato e abusivo, causando gravi carenze infrastrutturali.
Nel 1987 il comune assegna nuovi nomi alle numerose vie secondarie, molte delle quali fanno da traversa all'asse principale, alcune sono private, altre senza uscita; i nomi fanno tutti riferimento ad alcuni comuni lombardi.

## Siti archeologici
- Villa dei Centroni, su via Anagnina (via Latina IX miglio). Villa del I secolo a.C.[2] 41.809836°N 12.628977°E